# Arkys kaszabi
Arkys kaszabi (Balogh, 1978) è un ragno appartenente alla famiglia Arkyidae.

## Etimologia
Il nome del genere deriva dal greco ἄρκυς, àrkys, cioè rete da caccia, a causa del modo di disporre la ragnatela.
Il nome proprio della specie è in onore di Zoltan Kaszab (1915-1986), entomologo e coleotterologo ungherese.

## Distribuzione
La specie è stata reperita nelle foreste nebulose della Papua Nuova Guinea, alle pendici di Monte Kalindi e di Monte Giluwe

## Tassonomia
Al 2012 non sono note sottospecie e dal 1978 non sono stati esaminati nuovi esemplari.